# Dùng thuốc quá liều

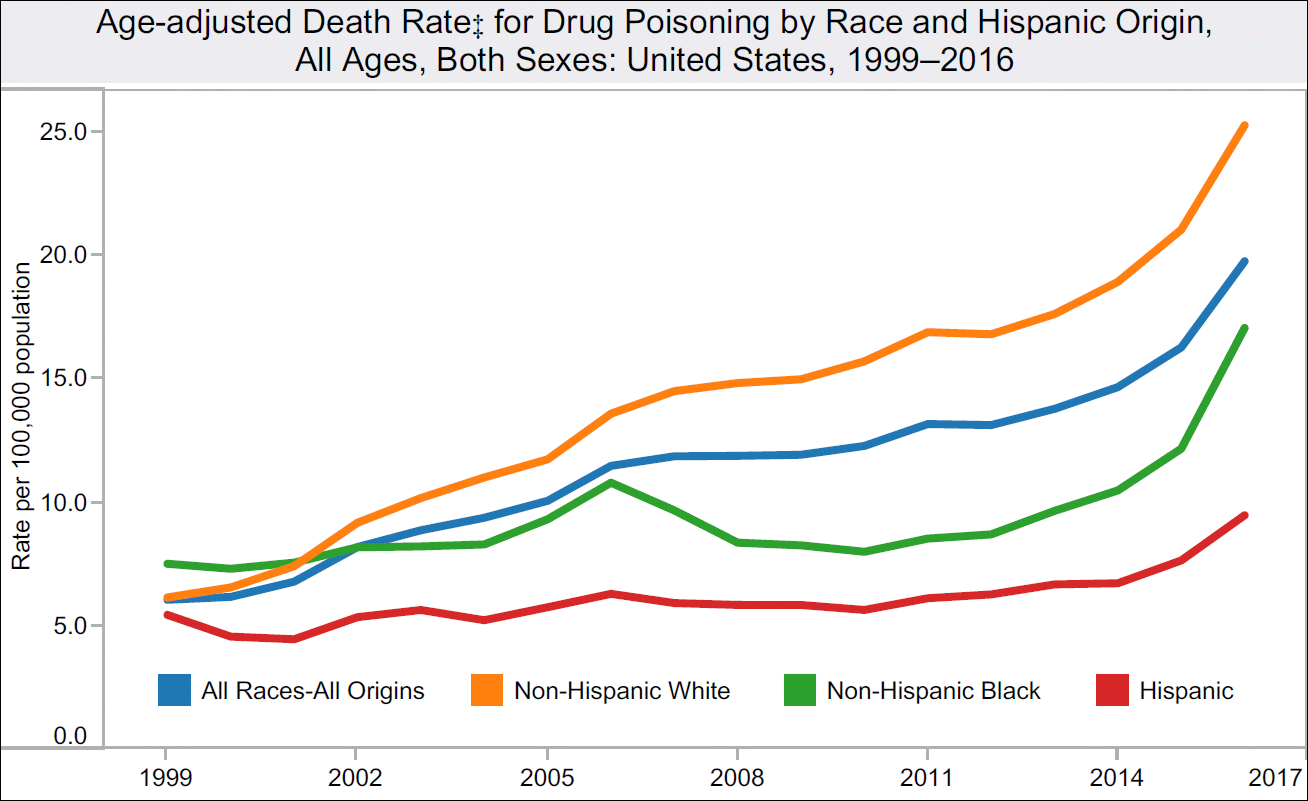
Thời gian biểu tỷ lệ tử vong do dùng thuốc quá liều của Mỹ theo chủng tộc và dân tộc. Tỷ lệ trên 100.000 dân.

Dùng thuốc quá liều (hay gọi đơn giản là quá liều hoặc OD) là việc đưa vào cơ thể hoặc tiếp nhận một lượng lớn thuốc vượt quá mức giới hạn được khuyến cáo hoặc trong thực hành y tế nói chung.. Quá liều có thể dẫn đến ngộ độc hoặc tử vong.

## Phân loại
Từ "quá liều" ngụ ý có một liều lượng và sử dụng an toàn chung cho thuốc; vì thế, thuật ngữ này thường chỉ áp dụng cho các loại thuốc, chứ không phải là chất độc/thuốc độc, mặc dù chất độc vô hại với liều lượng thấp. Thuốc quá liều đôi khi được sử dụng cho mục đích cố ý tự sát, tự sát không thành hoặc tự hại, nhưng đa phần quá liều do tình cờ, kết quả của việc lạm dụng thuốc có chủ ý hoặc vô tình. Cố ý lạm dụng dẫn đến quá liều có thể bao gồm sử dụng thuốc theo hướng dẫn điều trị hoặc không được kê toa bởi bác sĩ với số lượng quá mức cho phép trong một nỗ lực mang lại cảm giác hưng phấn.
Việc sử dụng các loại thuốc bất hợp pháp có độ tinh khiết đáng ngờ, với số lượng lớn hoặc sau một thời gian cai thuốc cũng là nguyên nhân gây ra tình trạng quá liều. Người dùng Cocaine qua đường tiêm tĩnh mạch dễ dàng bị quá liều một cách vô tình, vì ranh giới phân biệt giữa cảm giác thăng hoa với quá liều là rất nhỏ. Việc lạm dụng không chủ ý bao gồm những sai sót do không đọc kỹ hoặc hiểu rõ nhãn mác sản phẩm. Quá liều tình cờ cũng do việc kê đơn quá mức quy định, không am hiểu thành phần hoạt tính của thuốc hoặc vô ý để trẻ em nuốt phải. Một quá liều không chủ ý phổ biến ở trẻ nhỏ liên quan đến việc sử dụng multivitamin (hỗn hợp gồm nhiều vitamin khác nhau) bổ sung sắt. Sắt là thành phần cấu tạo phân tử hemoglobin trong máu, dùng để vận chuyển oxy đến các tế bào sống. Khi uống vào một lượng nhỏ, sắt cho phép cơ thể cung cấp hemoglobin, nhưng với số lượng lớn sẽ gây ra sự mất cân bằng pH nghiêm trọng trong cơ thể. Nếu tình trạng quá liều này không được điều trị kịp thời bằng liệu pháp Chelation (phương pháp loại bỏ độc tố và kim loại nặng ra khỏi cơ thể bằng axit ethylenediaminetetraacetic), bệnh nhân có thể tử vong hoặc hôn mê vĩnh viễn. Thuật ngữ 'quá liều' thường bị lạm dụng để mô tả các phản ứng hoặc tương tác bất lợi của thuốc do pha trộn đồng thời nhiều loại thuốc khác nhau.

## Dấu hiệu và triệu chứng
| anticholinergic   | ~    | tăng | ~         | tăng      | co lại  | giảm | giảm |
| cholinergic       | ~    | ~    | không đổi | không đổi | giãn ra | tăng | tăng |
| opioid            | giảm | giảm | giảm      | giảm      | giãn ra | giảm | giảm |
| sympathomimetic   | tăng | tăng | tăng      | tăng      | co lại  | tăng | tăng |
| sedative-hypnotic | giảm | giảm | giảm      | giảm      | ~       | giảm | giảm |

Các dấu hiệu và triệu chứng của quá liều thay đổi tùy thuộc vào từng loại thuốc hoặc tiếp xúc với chất độc. Các triệu chứng thường được phân chia thành nhiều hội chứng độc khác nhau. Điều này giúp phân định loại thuốc hay độc tố nào gây ra phản ứng.
Các triệu chứng của quá liều opioid bao gồm làm chậm nhịp thở, nhịp tim và nhịp mạch. Quá liều opioid cũng gây những triệu chứng pinpoint pupils, và xanh môi và móng tay do lượng oxy trong máu thấp. Một bệnh nhân trải qua quá liều opioid cũng bị co thắt cơ, co giật và giảm ý thức. Một bệnh nhân trải qua quá liều thuốc phiện thường sẽ không tỉnh dậy ngay cả khi tên của họ được gọi hoặc họ bị lắc mạnh.

## Nguyên nhân
Các loại thuốc hoặc độc tố thường gặp nhất liên quan đến quá liều và tử vong (được phân nhóm theo ICD-10):
- Ngộ độc rượu cấp tính (F10)
  - Ethyl alcohol
  - Ngộ độc methanol
  - Ngộ độc ethylen glycol
- Quá liều opioid (F11)
- Thuốc an thần-thuốc ngủ(F13)
  - Quá liều barbiturate (T42.3)
  - Quá liều benzodiazepin (T42.4)
  - Thuốc an thần-thuốc ngủ chưa được phân loại (T42.6)
    - Ethchlorvynol (Placidyl)
    - GHB
    - Glutethimide (Doriden)
    - Methaqualone
    - Ketamine (T41.2)
- Các chất kích thích (F14-F15)
  - Quá liều cocain (T40.5)
  - Quá liều amphetamin (T43.6)
  - Methamphetamine (T43.6)
- Thuốc lá (F17)
  - Nicotin (T65.2)
- Hỗn hợp nhiều chất gây nghiện (F19)
  - Drug "cocktails" (speedballs)
- Dược phẩm
  - Ngộ độc aspirin (T39.0)
  - Ngộ độc paracetamol (Dùng riêng hoặc dùng chung với oxycodone)
  - Ngộ độc paracetamol (T39.1)
  - quá liều thuốc chống trầm cảm 3 vòng (T43.0)
  - ngộ độc vitamin
- Ngộ độc thuốc trừ sâu (T60)
  - Ngộ độc phosphat hữu cơ
  - DDT

## Quản lý và điều trị

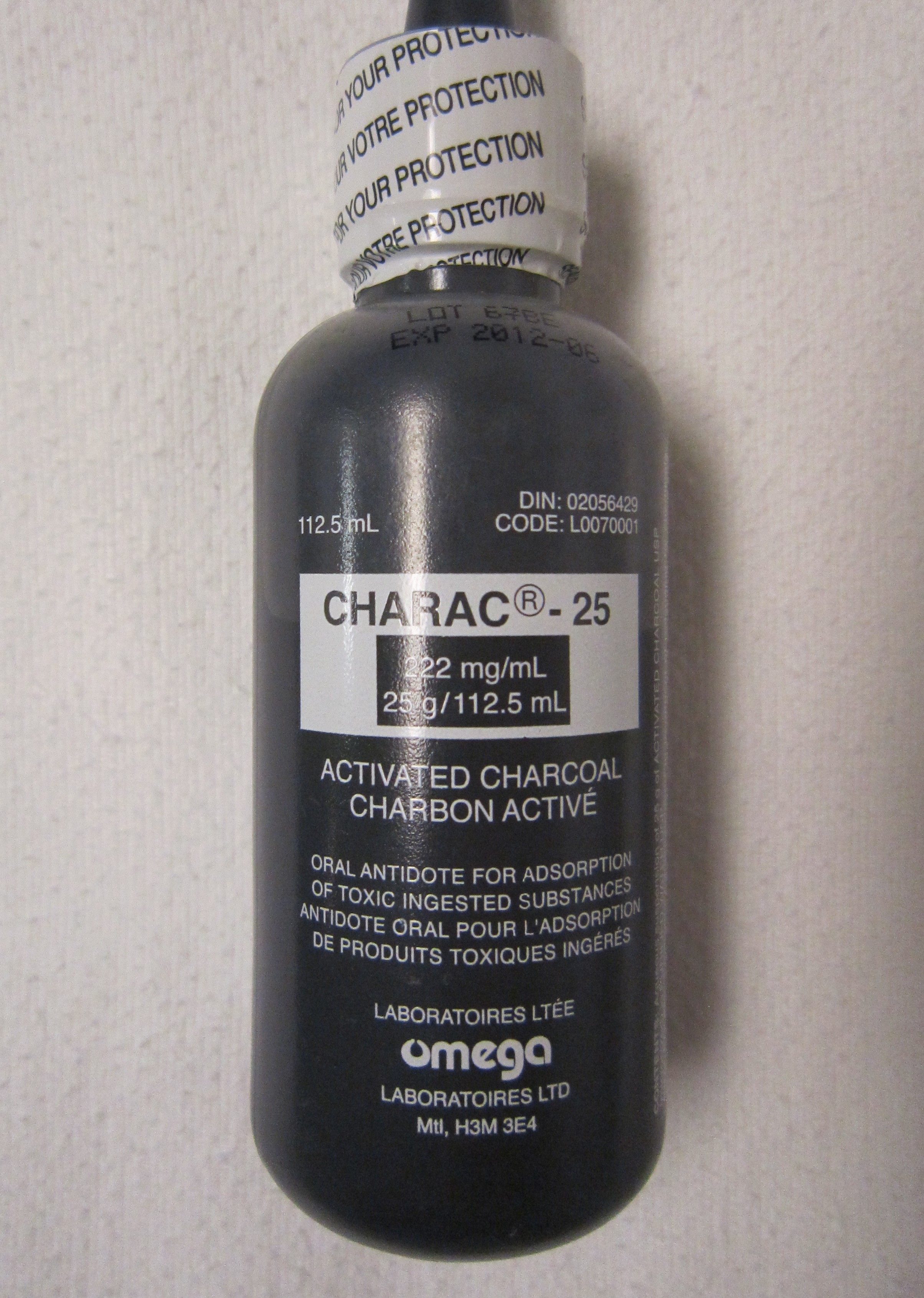
Than hoạt tính là một tác nhân hóa học thường được dùng để khử nhiễm đường tiêu hóa trong quá liều thuốc.

Ổn định đường hô hấp, hơi thở và lưu thông bệnh nhân (ABCs) là phương pháp điều trị ban đầu của quá liều. khơi thông khí được xem xét là khi tần số hô hấp thấp hoặc khi khí máu động mạch cho thấy người đó bị thiếu oxy. Theo dõi bệnh nhân trước và trong suốt quá trình điều trị, đặc biệt chú ý đến nhiệt độ, nhịp mạch, nhịp thở, huyết áp, thông số nước tiểu, điện tâm đồ (ECG) và bão hòa O2. Các trung tâm kiểm soát nhiễm độc và nhà chất chất độc học sẳn sàng ở nhiều khu vực để hướng dẫn quá liều cho cả bác sĩ và cộng đồng.

### Chất giải độc
Chất giải độc đặc hiệu có sẵn cho một số trường hợp quá liều. Ví dụ, naloxone là chất giải độc cho thuốc phiện cũng như heroin hoặc morphine. Tương tự, quá liều benzodiazepine có thể được đảo ngược tác dụng với flumazenil. Là một chất giải độc không đặc hiệu, than hoạt tính thường được khuyến cáo nếu có sẵn trong vòng một giờ sau khi uống và lượng uống vào không đáng kể. Rửa dạ dày, siro ipecac, và tưới rửa toàn bộ ruột hiếm khi được sử dụng. 